# Hyundai Galloper
Hyundai Galloper – samochód terenowy klasy średniej produkowany pod południowokoreańską marką Hyundai w latach 1991 – 2003.

## Historia i opis modelu

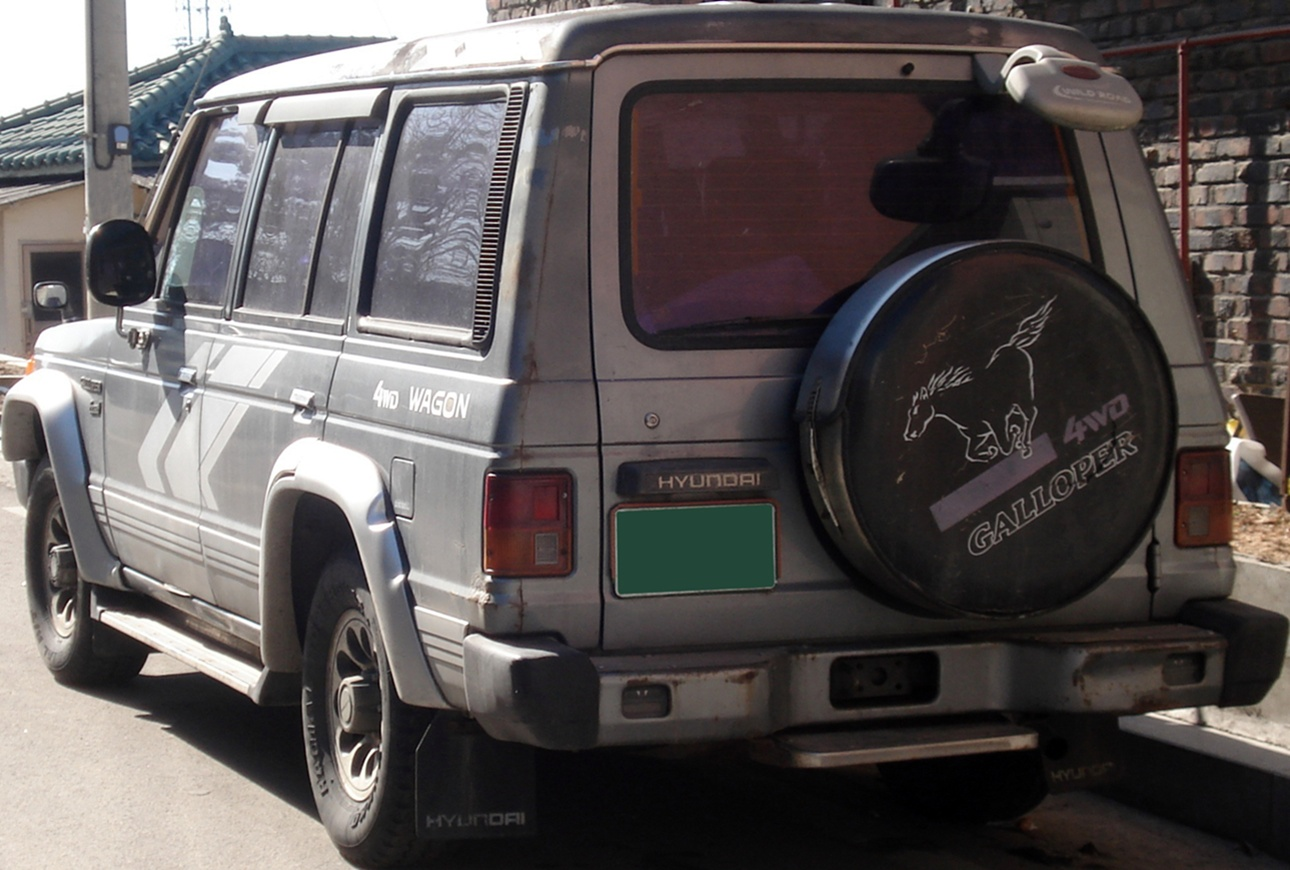
Hyundai Galloper 5D - tył

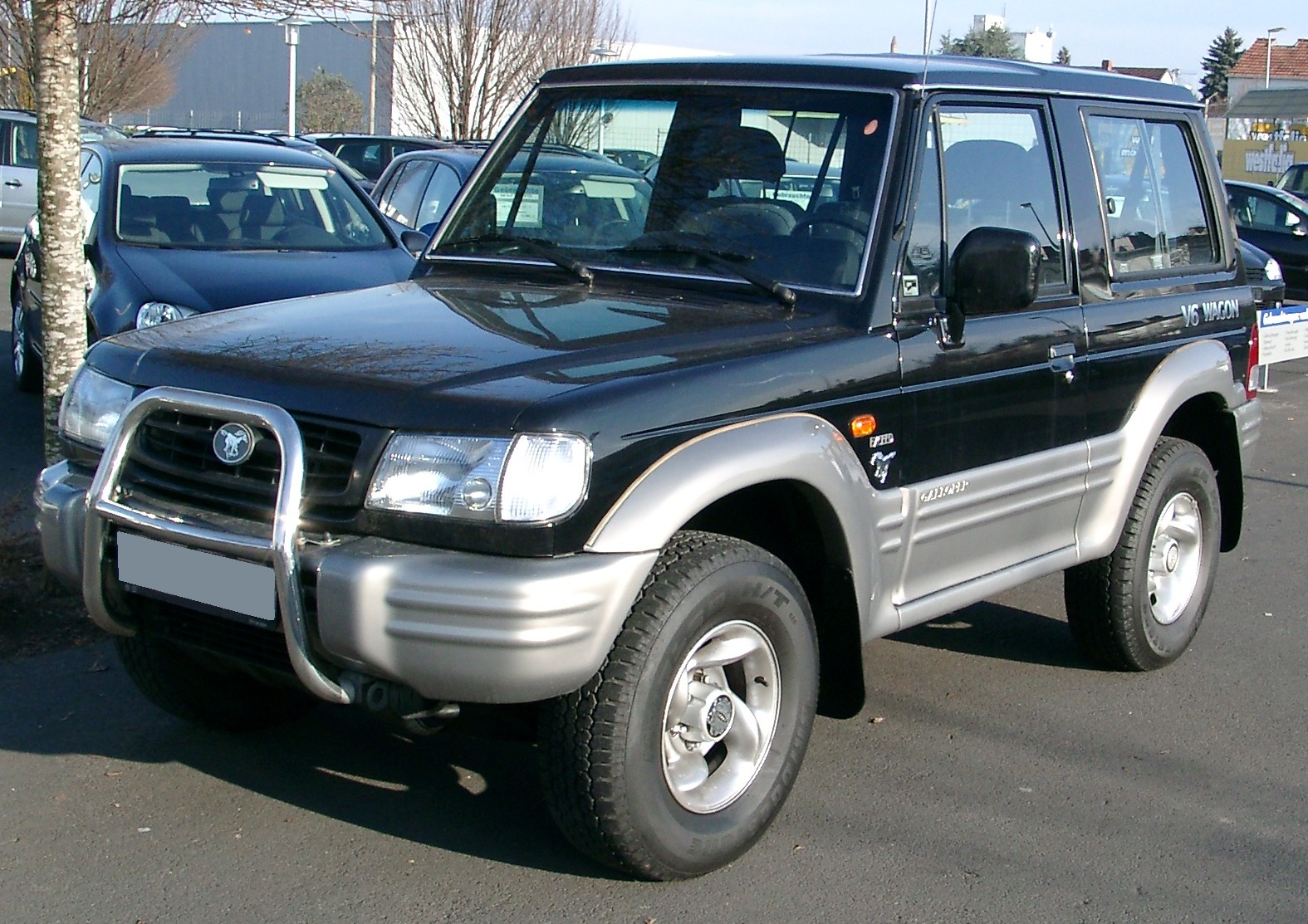
Hyundai Galloper 3D po liftingu

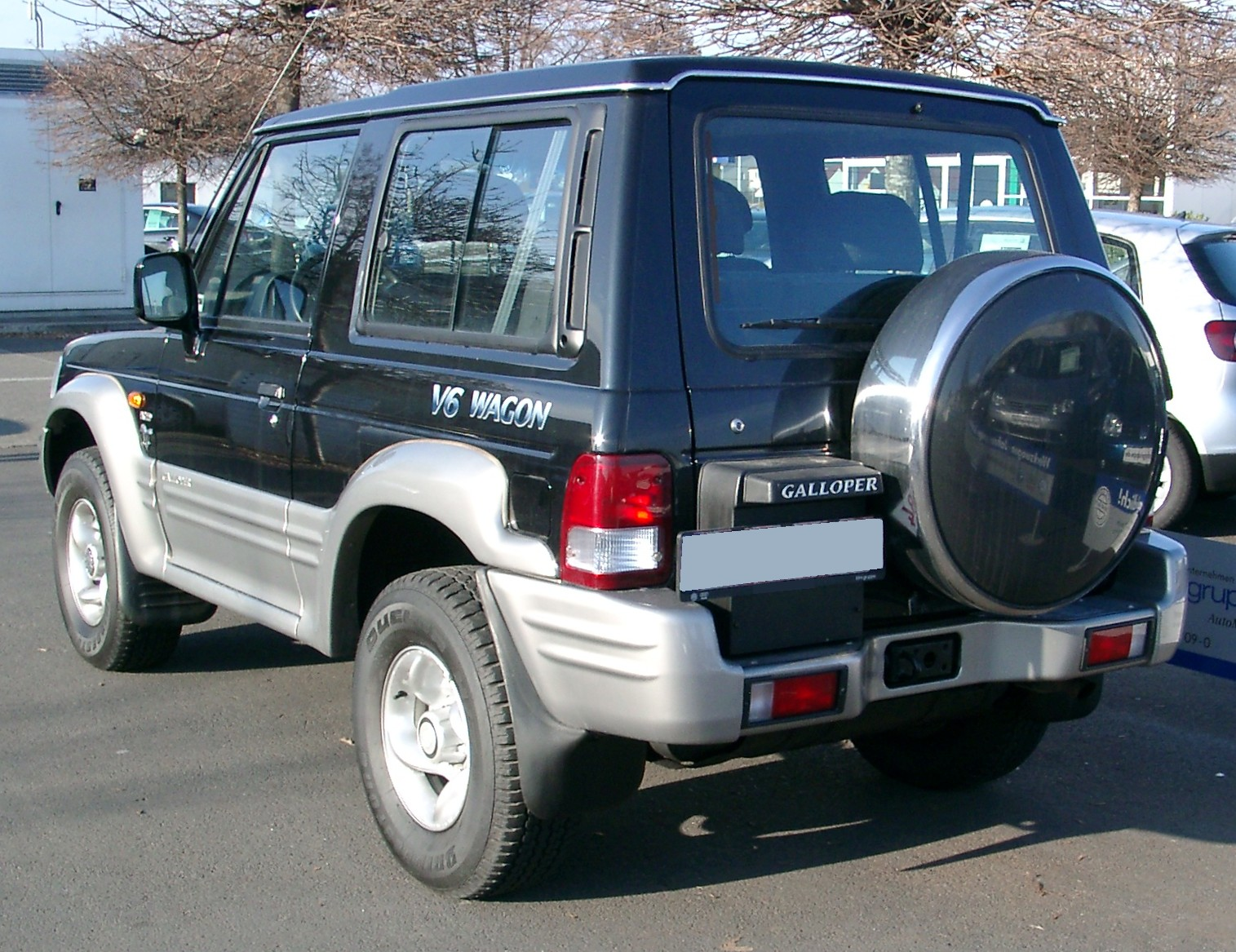
Hyundai Galloper 3D - tył po liftingu

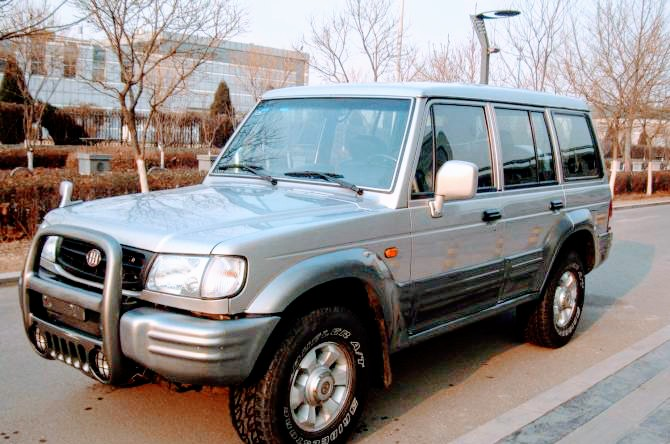
chiński Hawtai Jitian

Galloper został skonstruowany w ramach zakrojonego na szeroką skalę w latach 90. XX wieku partnerstwa między Hyundaiem a japońskim Mitsubishi jako bliźniaczy pojazd wobec pierwszej generacji modelu Pajero. Gamę nadwoziową utworzyła zarówno krótsza, 3-drzwiowa odmiana nadwoziowa, jak i dłuższa, 5-drzwiowa. 
Niezależnie zawieszone przednie koła podtrzymywały drążki skrętne i para wahaczy. Oś tylna była przyjęła sztywną postać, na drążkach Panharda i sprężynach śrubowych. Z przodu i z tyłu zamontowano stabilizatory przechyłu. Międzyosiowy mechanizm różnicowy ze sprzęgłem lepkościowym rozdzielał moc na osie w stosunku 50/50.

### Lifting
W 1998 roku zaprezentowano Gallopera po gruntownej restylizacji nadwozia. W jej ramach samochód otrzymał nowy pas przedni z dużymi, agresywnie stylizowanymi reflektorami, a także zmodernizowane zderzaki, większe lampy tylne, a także nowy wygląd kabiny pasażerskiej na czele z nową deską rozdzielczą.
Pod zmodernizowaną postacią Hyundai Galloper był wytwarzany do 2003 roku, po czym jego następcą został nowy, bardziej luksusowy model Terracan opracowany już bez udziału Mitsubishi.

### Sprzedaż
Wariant sprzed modernizacji był oferowany na rynkach azjatyckich, a także w Ameryce Południowej pod marką Galloper jako Galloper Exceed lub pod marką Asia jako Asia Exceed. Po restylizacji z 1998 roku samochód trafił do sprzedaży także w Europie, gdzie nosił własne, inne niż w przypadku innych modeli Hyundaia logotypy dedykowane dla modelu. Nawiązywały one do konia w galopie. W Niemczech pojazd oferowano w sieci dealerskiej Mitsubishi jako Mitsubishi Galloper. W latach 2001–2006 Galloper był produkowany na licencji pod nazwą Hawtai Jitian przez chińskie przedsiębiorstwo Hawtai w portowym mieście Rongcheng, odróżniając się jedynie innymi oznaczeniami producenta i ograniczając się do 5-drzwiowej, dłuższej wersji.

### Właściwości terenowe
- Głębokość brodzenia: 60 cm[2]
- Wzniesienie: 70%[2]
- Przechył boczny: 28°[2]
- Kąt wejścia (natarcia) i zejścia: 37°/27°[2]
- Prześwit: 215 mm[2]

### Silniki
- V6 3.0l 141 KM[1]
- L4 2.5l Turbodiesel 106 KM[1]
- L4 2.7l Diesel 99 KM[1]